# Vicent Llobet i Tomàs
Vicent Llobet i Tomàs   (València, 21 d'agost de 1788 - València, 10 de setembre de 1834), va ser un metge i catedràtic valencià, així com un reconegut anatomista.
Feu els seus primers estudis als Escolapis de València, per després estudiar, entre el 1803 i el 1806, Filosofia a la Universitat Literària de València; el 7 de juliol de 1805, va rebre el grau de Batxiller a la mateixa facultat amb tots els honors de l'escola. Continuà formant-se i estudià la carrera de Medicina, i el 28 de juny de 1811, va obtindre el Batxillerat en Medicina amb les millors qualificacions.
Entre 1812 i 1814 va ser habilitat com a metge de l'Hospital militar, atés que s'havien suspés, per la guerra del Francés les revàlides per obtenir el títol de metge.
Al curs de 1813 a 1814, el claustre de Medicina el nomena professor «substitut» de Fisiologia, i després de Patologia, fins a acabar nomenat professor «substitut» d'Anatomia, on va desenvolupar una intensa activitat docent, sobretot a partir de 1816, quan el titular de la càtedra Jaume Albiol i Aguilella va deixar d'assistir a classe per malaltia.
Després de cursar estudis d'Anatomia, es va interessar de manera especial per aquesta disciplina fins a acabar treballant com a ajudant de dissector durant la resta dels anys d'estudiant; el 25 d'octubre 1814, en virtut de l'informe del claustre de Medicina, va ser nomenat dissector anatòmic titular amb tots els honors.
El 23 de desembre de 1814 es doctora tant en Filosofia, com en Medicina i Patologia amb tots els honors. A l'octubre de 1817, després de la mort d'Albiol, va ser designat «regent» de la càtedra fins a 1824.
D'altra banda, en la persona de Llobet es dona una duplicitat de càrrecs que havia estat excepcional fins aleshores, car era alhora formador teòric i pràctic de la matèria —des de 1814 dissector anatòmic titular—, situació que reflectia l'escassetat d'anatomistes pràctics a la València del moment.

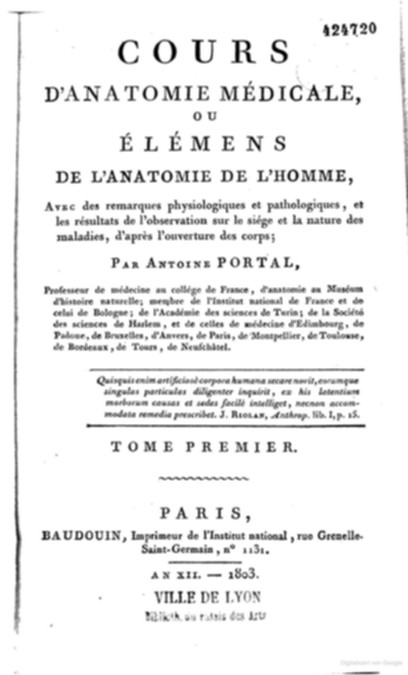
Cours d'anatomie médicale. Antoine Portal

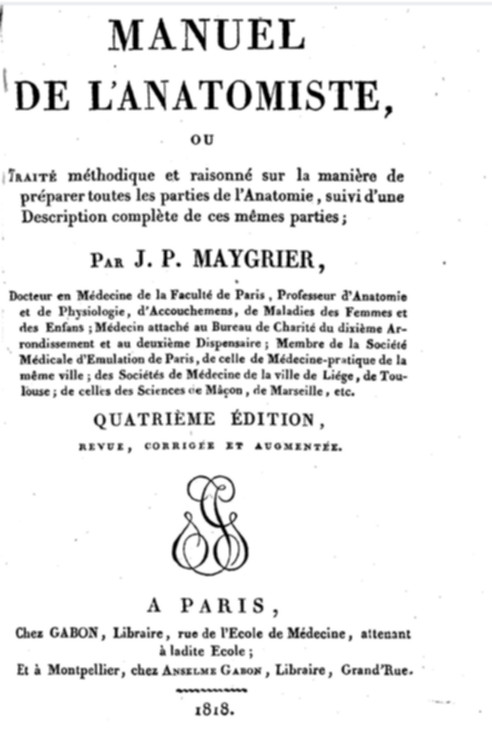
Manuel de l'anatomiste. Jacques-Pierre Maygrier

Va ocupar ambdós càrrecs fins al 1824, quan la fi del Trienni Liberal suposa la restauració de l'absolutisme per Ferran VII i la depuració d'una part substancial del professorat universitari sospitós d'ideologia liberal.
Vicent Llobet va haver d'abandonar el seu treball i el va substituir el gener de 1825, Antoni Michavila i Bernal, metge sense preparació morfològica que va acabar ocupant la càtedra quatre anys després.
Quan torna de nou a la universitat,
l'any 1828, Llobet no pot tornar a les classes d'anatomia i ha d'esperar la mort de Michavila, per tornar a ocupar la regència de la càtedra d'Anatomia el 1832. Després de guanyar les corresponents oposicions al gener de 1833, va passar a titular de la mateixa. Malauradament va finir el setembre de 1834, víctima de la primera epidèmia de còlera que va patir València.
En circumstàncies normals, és a dir, sense la repressió ideològica absolutista vigent durant el regnat de Ferran VII, Llobet hauria estat un digne continuador de la tradició anatòmica de la Facultat de Medicina de València, iniciada al segle xvi per Pere Ximeno i Lluís Collado.

Llobet, anatomista notable de l'època, va impulsar de forma decisiva els estudis d'anatomia humana a la Universitat de València fins a crear un gabinet àmpliament dotat i on acudien no només els estudiants, sinó també metges de tot Europa:
| «                      | Es va dedicar amb el major entusiasme a l'estudi de l'anatomia, on va arribar a ser una notabilitat de l'època, i tant que el 1820 en què jo era un de els seus deixebles, i testimoni ocular, la seva càtedra era concorregudíssima de metges espanyols i fins i tot dels estrangers. | » |
| — Anastasio Chinchilla | |   |

Va arribar a fer la dissecció de dos-mil dos-cents cadàvers. Va ser membre de la Reial Acadèmia de Medicina de la ciutat de Múrcia i de la Reial Acadèmia de Medicina de València, on a més va ocupar la presidència poc abans de morir. Va deixar manuscrit un sobre Anatomia, del qual només ens ha arribat el testimoni d'un deixeble:
| «                      | La seva passió per l'anatomia ja tocava en mania […] Va deixar inèdit un «Tratado de anatomia general y descriptiva»: He vist aquests preciosos manuscrits en poder dels seus fills i, encara que van pensar a donar-los a llum després de la seva mort, es van retraure per estar incomplets, falten dos tractats sobre els òrgans sexuals de l'home i de la dona; els seus fills va procurar completar aquestes matèries, amb aquesta finalitat es va albirar amb alguns professors, però ningú es va resoldre a continuar-los de la mateixa forma com el doctor Llobet ho havia fet. | » |
| — Anastasio Chinchilla | |   |

Entre el centenar llarg d'obres de la seua biblioteca, s'incloïen els tractats fonamentals de l'anatomia moderna a partir de la «De humani corporis fabrica» de Vesalius, amb una abundant representació de títols del segle xviii. El més notable, però, és la presència dels principals textos de la morfologia parisenca del primer quart del segle xix, des de les obres de Bichat i el «Cours d'anatomie médicale» d'Antoine Portal, fins als tractats d'anatomia d'Hippolyte Cloquet i Jacques Pierre Maygrier i «Le règne animal» de Georges Cuvier.